# ملعب براقرة البلدي
ملعب براقرة البلدي (بالبرتغالية: Estádio Municipal de Braga‏) هو ملعب كرة قدم يقع في مدينة براقرة البرتغالية. يسع الملعب لجلوس 30,154 متفرج. يعتبر الملعب الرسمي الذي يخوض فيه نادي سبورتينغ براغا مبارياته. تم افتتاح الملعب في 30 ديسمبر 2003.